# Powiat Hildburghausen
Powiat Hildburghausen (niem. Landkreis Hildburghausen) – powiat w niemieckim kraju związkowym Turyngia. Siedzibą powiatu jest Hildburghausen.

## Podział administracyjny
W skład powiatu Hildburghausen wchodzi:
- siedem miast (Stadt)
- pięć gmin (Gemeinde)
- dwie wspólnoty administracyjne (Verwaltungsgemeinschaft)

Miasta:
| Lp. | Nazwa miasta   | Ludność (31 grudnia 2018) | Powierzchnia km² |
| --- | -------------- | ------------------------- | ---------------- |
| 1   | Eisfeld        | 7.646                     | 86,53            |
| 2   | Heldburg       | 3.448                     | 112,75           |
| 3   | Hildburghausen | 11.836                    | 72,89            |
| 4   | Römhild        | 6.859                     | 122,46           |
| 5   | Schleusingen   | 10.960                    | 124,67           |
| 6   | Themar         | 2.851                     | 20,18            |
| 7   | Ummerstadt     | 461                       | 15,70            |

Gminy:
| Lp. | Nazwa gminy   | Ludność (31 grudnia 2018) | Powierzchnia km² |
| --- | ------------- | ------------------------- | ---------------- |
| 1   | Auengrund     | 2.869                     | 37,11            |
| 2   | Brünn/Thür.   | 417                       | 6,10             |
| 3   | Masserberg    | 2.211                     | 36,08            |
| 4   | Schleusegrund | 2.711                     | 58,87            |
| 5   | Veilsdorf     | 2.754                     | 30,91            |

Wspólnoty administracyjne:
| Lp. | Nazwa wspólnoty administracyjnej | Ludność (31 grudnia 2018) | Powierzchnia km² | Liczba gmin |
| --- | -------------------------------- | ------------------------- | ---------------- | ----------- |
| 1   | Feldstein                        | 7.592                     | 146,17           | 17          |
| 2   | Heldburger Unterland             | 7.663                     | 215,63           | 6           |

## Zmiany administracyjne
- 31 grudnia 2012
  - przyłączenie gminy Gleichamberg do miasta Römhild
  - rozwiązanie wspólnoty administracyjnej Gleichberge
- 31 grudnia 2013
  - przyłączenie gminy Bockstadt do miasta Eisfeld
  - przyłączenie gminy Straufhain do wspólnoty administracyjnej Heldburger Unterland
- 6 lipca 2018
  - przyłączenie gmin Nahetal-Waldau oraz St. Kilian do miasta Schleusingen
- 1 stycznia 2019
  - przyłączenie miasta Themar do wspólnoty administracyjnej Feldstein
  - przyłączenie gminy Sachsenbrunn do miasta Eisfeld
  - utworzenie miasta Heldburg z gmin Gompertshausen, Hellingen oraz z miasta Bad Colberg-Heldburg